# Gruppe der nordöstlichen Truppen und Streitkräfte Russlands
Die Gruppe der nordöstlichen Truppen und Streitkräfte Russlands (russisch Группировка войск и сил на Северо-востоке России) ist ein russischer Truppenverband und Teil der russischen Pazifikflotte. Ihre Aufgabe besteht in der Durchführung von Kampfhandlungen auf pazifischen Kriegsschauplätzen, der Aufrechterhaltung der Kampfkraft der strategischen Marineatomwaffen und der Sicherung der Marinekommunikation im Stillen und Indischen Ozean sowie im Ochotskischen und Beringmeer.

## Geschichte
Am 14. Dezember 1849 wurde gemäß dem Erlass des Zaren Nikolaus I. die Ochotskische Flottille nach Petropawlowsk disloziert. Dieses Datum gilt als Gründungstag des Verbandes. Auf dem Petropawlowsker Marinestützpunkt wurde am 1. Dezember 1945 die Kamtschatka-Flottille aufgestellt. In den ersten acht Jahren nach Ende des Zweiten Weltkrieges beräumte die Flottille die Ostküste Kamtschatkas und die nördlichen Kurilen von Minen. In den 1970er und 1980er Jahren bestand die Flottille aus zwei Diesel-U-Bootbrigaden, einer U-Jagd- und Raketenschiffsbrigade, einer Küstenverteidigungsdivision sowie Hydrografie-, Rettungs- und Hilfsschiffen. Die Schiffe der Flottille unternahmen einige Hochseefahrten, entminten die Bucht des Hafens von Chittagong und den Suezkanal. Ihre U-Boote vollendeten erfolgreiche Fahrten unter dem Eis der Arktis.
1998 wurde die Kamtschatka-Flottille in die Gruppe der nordöstlichen Truppen und Streitkräfte Russlands umformiert. Im Bestand dieses operativen Verbandes befinden sich gegenwärtig Marine- und Luftverteidigungskräfte, Flugzeuge, Marineinfanterie und andere militärische Einheiten.

## Organisationsstruktur
Der Verband besteht aus folgenden Einheiten:
- 16. U-Bootgeschwader (Wiljutschinsk)
- 10. U-Bootdivision (Krascheninnikow-Bucht)
- 25. Atom-U-Bootdivision (Krascheninnikow-Bucht)
- 182. U-Bootbrigade (Iljitsch-Bucht)
- 114. Patrouillenschiffsbrigade (Sawoiko)
  - 117. Patrouillenschiffsdivision
  - 66. Kleine Raketenschiffsdivision
- 438. Rettungsschiffsdivision (Sawoiko)
- 84. Sicherungsschiffsbrigade (Sawoiko)
- 3. Marineinfanterieregiment (Petropawlowsk-Kamtschatski)
- 520. Küstenraketen und -artilleriebrigade
- 865. Jagdfliegerregiment (Jelisowo)
- 317. Fliegerregiment (Jelisowo)
- 175. U-Jagd-Schiffshubschraubergeschwader (Jelisowo)
- 216. Regiment für Elektronische Kampfführung
- 1532. Flugabwehrraketenregiment (Petropawlowsk-Kamtschatski)

## Kommandeure

### Kamtschatka-Flottille
- Konteradmiral Iwan Baikow (1945–1946)
- Konteradmiral Lew Pantelejew (1951–1954)
- Konteradmiral Grigori Schedrin (1954–1959)
- Konteradmiral Boris Jamkowoj (1966–1971)
- Konteradmiral Wladimir Sidorow (1971–1973)
- Konteradmiral Iwan Kapitanez (1973–1978)
- Vizeadmiral Juri Schumanin (–1993)
- Vizeadmiral Wjatscheslaw Charnikow (1993–1995)
- Vizeadmiral Waleri Dorogin (1995–1998)

### Gruppe der nordöstlichen Truppen und Streitkräfte Russlands
- Konteradmiral Alexander Witko (November 2006–September 2009)
- Konteradmiral Konstantin Maklow (Oktober 2009–Oktober 2012)
- Konteradmiral Wiktor Liina (14. Oktober 2012–1. Oktober 2014)
- Konteradmiral Sergei Lipilin (2. Oktober 2014–28. Januar 2018)[5]
- Konteradmiral Alexander Juldaschew (29. Januar 2018–)[6]

## Auszeichnungen
- Rotbannerorden (30. April 1975)